# Бањо Розеле
Бањо Розеле (итал. Bagno Roselle) је насеље у Италији у округу Гросето, региону Тоскана.
Према процени из 2011. у насељу је живело 1869 становника. Насеље се налази на надморској висини од 29 м.